# Oiva Luhtala
Oiva Luhtala (11 de febrero de 1911-8 de noviembre de 1977) fue un director teatral y actor finlandés. 

## Biografía
Su nombre completo era Oiva Armas Luhtala, y nació en Helsinki, Finlandia. 
A lo largo de 25 años, Luhtala actuó en casi cuarenta películas, siendo la primera de ellas Koskenlaskijan morsian (1937). Interpretó muchos papeles menores de reparto, encarnando a militares, madereros o villanos. Entre estos papeles figuran los que hizo en Aktivistit (1939) y en la farsa militar Kersantilleko Emma nauroi? (1940). 
Su personaje más conocido fue Kalle Rymhy en Ryhmy ja Romppainen (1941), cinta en la que trabajaba junto a Reino Valkama. Los dos actores hicieron un total de tres películas con los mismos personajes, rodándose las otras dos en 1943 y 1952. Por su trabajo en la película de 1944 Herra ja ylhäisyys, Luhtala recibió el Premio Jussi. El último papel cinematográfico de Luhtala fue el de Vihtori Vainolainen en ”Ei se mitään!” sanoi Eemeli (1962).
Luhtala fue actor teatral fijo del Helsingin Kansanteatteri en 1937–1941 y del Tampereen Työväen Teatteri en 1944–1950. Sus actuaciones más destacadas tuvieron lugar en las piezas Noche de reyes, Erik IV y Hamlet. A partir de 1950 asumió durante seis años la dirección del Lappeenrannan kaupunginteatteri, en Lappeenranta. Entre 1961 y 1965 fue director del Kaupunginteatteri de Kemi. De su labor como director destacan obras como Niskavuori, Toreadorin valssi, Naimapuuhat, Arkkienkelit eivät vedä höplästä y Täällä Pohjantähden alla.
También fue actor televisivo, actuando en la década de 1960 en la serie Seitsemän veljestä, en la que interpretó a Timo.
Oiva Luhtala falleció en Copenhague, Dinamarca, en el año 1977. Fruto de su matrimonio con Pirkko Ilo tuvo a Seppo Luhtala, director teatral.

## Filmografía (selección)
- 1937 : Koskenlaskijan morsian
- 1938 : Jääkärin morsian
- 1939 : Aktivistit
- 1939 : Punahousut
- 1940 : Kersantilleko Emma nauroi?
- 1941 : Ryhmy ja Romppainen
- 1942 : Neljä naista
- 1943 : Jees ja just
- 1944 : Kuollut mies vihastuu
- 1944 : Herra ja ylhäisyys
- 1946 : ”Minä elän”
- 1952 : "Jees, olympialaiset", sanoi Ryhmy
- 1958 : Niskavuoren naiset
- 1960 : Kankkulan kaivolla
- 1960 : Oho, sanoi Eemeli
- 1961 : Kaasua, komisario Palmu!
- 1962 : ”Ei se mitään!” sanoi Eemeli